# Easy on Me
"Easy on Me" é uma canção da artista musical inglesa Adele, gravada para seu quarto álbum de estúdio 30. Foi lançada em 15 de outubro de 2021, através da Columbia Records como primeiro single de 30. O single marca o primeiro lançamento solo da cantora em mais de cinco anos. Escrita por Adele com seu produtor, Greg Kurstin, "Easy on Me" é uma balada de piano do gênero Soul conduzida por batidas de bumbo.
Expressando temas de nostalgia, arrependimento e perdão, a letra da canção representa o apelo de Adele a seu filho, pedindo-lhe para ajudá-la a reorganizar sua vida após o divórcio. Os críticos de música analisaram "Easy on Me" com aclamação geral, elogiando suas letras comoventes, vocais emocionais e produção mínima, embora alguns opinaram que não correspondia às alturas de seus singles anteriores. Um vídeo musical de acompanhamento foi lançado em 15 de outubro de 2021, continuando a história estabelecida no vídeo musical para a canção "Hello" de 2015 de Adele. No vídeo, Adele deixa a casa de "Hello" e sai dirigindo em um caminhão enquanto uma pilha de partituras voa de suas janelas, espalhando pela estrada.

## Antecedentes e promoção
A partir de 1º de outubro de 2021, vários cartazes e projeções afirmando "30" apareceram em marcos e edifícios significativos em diferentes cidades ao redor do mundo. As parcelas do logotipo estavam amplamente ligadas ao título do próximo álbum de estúdio de Adele. Em 4 de outubro, as contas das redes sociais da cantora foram atualizadas pela primeira vez em meses. No dia seguinte, Adele especulou a canção e seu vídeo musical por meio de um clipe instrumental que ela postou em suas redes sociais. O teaser em preto e branco mostra Adele colocando uma fita cassete no toca-fitas de um carro e aumentando o volume. Ela então sai dirigindo com as janelas abertas, enquanto pilhas de partituras voam das janelas. Gil Kaufman, da Billboard descreveu o visual como "Adele até a medula". O teaser foi amplamente comparado com o vídeo musical de "Hello". A música instrumental foi descrita como uma "balada de piano".
Durante uma entrevista com a Vogue, foi revelado que o colaborador de longa data Greg Kurstin trabalhou na canção. A equipe da Capital FM interpretou o título da canção como documentando o "início de uma relação florescente". Em 9 de outubro, a cantora compartilhou uma prévia de 40 segundos da canção através de uma transmissão ao vivo no Instagram.

## Recepção da crítica
Após o lançamento, "Easy on Me" recebeu aclamação geral dos críticos de música. Neil MacCormick, do The Daily Telegraph, chamou a canção de "single de retorno ousado", contrastando seu arranjo simples de piano com a produção de baladas poderosas de "Hello". Ele classificou a canção com cinco de cinco estrelas, escrevendo, "Adele possui a voz que cava mais fundo na alma do mundo. E senhor, ela está cantando com todo o coração nesta canção". O escritor do Evening Standard, Jochan Embley, elogiou "Easy on Me" por seu piano melancólico, vocais elegantes e melodias "cadenciada". Ele disse que a canção é um testemunho da resistência de Adele às tendências da música pop, evitando "hyperpop bombástico ou reggaeton anódino" e mantendo-se fiel ao seu estilo. No entanto, Embley sentiu que a canção "não combina com a tristeza de "Someone Like You" (2011), ou as alturas emocionais crescentes de "Hello" (2015). Mas é tão poderoso quanto". Nick Levine da NME proclamou que "Adele nunca soou melhor" do que em "Easy On Me", fazendo um comeback com uma "fatia da balada clássica da Adele".
A crítica musical Alexandra Pollard, escrevendo para o The Independent, opinou que "Easy on Me" tem Adele "se dirigindo a seu filho de nove anos de idade, tentando explicar a ele por que ela escolheu destruir a vida que ele conhecia." Pollard admirava os vocais "roucos", letras sentimentais, som polido e a composição de piano evocativa de "Exile" (2020) de Taylor Swift e Bon Iver. No entanto, achou o refrão menos cativante do que o de "Hello". Em sua crítica ao The Guardian, o jornalista musical Alexis Petridis destacou o som típico "Adele-esque" da canção, que consiste em vocais emocionantes e letras relacionáveis, e acrescentou que, embora "Easy on Me" não seja tão cativante quanto "Someone Like You ", ainda é melhor do que algumas faixas esquecíveis em 25 (2015). Fiona Sturges, de i, a saudou como uma canção "sincera e hilária" que coloca o "instrumento notável" de Adele—sua voz—em primeiro plano; mais tarde na revisão, Sturges expressou sua preocupação sobre como o "brilho ligeiramente superproduzido" da canção a impede de ser mais dolorosa. Will Hodgkinson, do The Times, disse que "Easy on Me" é uma "ótima canção", mas não tão impressionante quanto seus singles anteriores.

## Vídeo musical
O vídeo musical de acompanhamento de "Easy on Me" foi filmado entre 15 e 16 de setembro de 2021 em Quebec, e dirigido pelo cineasta canadense Xavier Dolan, que já havia trabalhado com Adele no clipe de seu single de 2015 "Hello". As filmagens ocorreram no Chemin Jordan e no Domaine Dumont Chapelle Ste-Agnès em Sutton, uma cidade no sudoeste de Quebec.

## Histórico de lançamento
| Região         | Data                  | Formato(s)                 | Gravadora(s)  | Ref.   |
| -------------- | --------------------- | -------------------------- | ------------- | ------ |
| Várias         | 15 de outubro de 2021 | Download digital streaming | Columbia      | [ 23 ] |
| Itália         | 15 de outubro de 2021 | Rádios mainstream          | Sony          | [ 24 ] |
| Estados Unidos | 18 de outubro de 2021 | Rádios hot AC              | Columbia      | [ 25 ] |
| Estados Unidos | 19 de outubro de 2021 | Rádios mainstream          | Columbia      | [ 26 ] |
| Alemanha       | 22 de outubro de 2021 | CD single                  | Columbia Sony | [ 27 ] |
| Várias         | Novembro de 2021      | Cassette single            | Columbia      | [ 28 ] |